# Charles Owens
Pour les articles homonymes, voir Owens.
Charles M. Owens, né le 4 mai 1939 à Phoenix (Arizona), est un saxophoniste et flûtiste de jazz américain. 

## Biographie
Owens commence à jouer de la musique alors qu'il est étudiant à l'Université de San Diego. Après un passage dans les forces armées américaines, il étudie au Berklee College of Music. Il travaille dans les groupes de Buddy Rich et Mongo Santamaria en tant que saxophoniste alto à la fin des années 1960, et dans les années 1970, il joue principalement du saxophone ténor et soprano. Il a joué au cours de cette décennie avec, entre autres, Bobby Bryant (en), Paul Humphrey (en), Diana Ross, John Mayall, Frank Zappa, Lorez Alexandria, Henry Franklin (en), Patrice Rushen, Gerald Wilson et James Newton. 
Il travaille à nouveau avec Newton au milieu des années 1980, et joue également dans les années 1980 avec John Carter, Horace Tapscott et Mercer Ellington, puis, plus tard, avec Carmen Bradford (en), Jeannie Cheatham (en) et Jimmy Cheatham (en), ainsi que Buddy Childers. 

## Discographie
- I Stand Alone, Vault, 1971 (Charles Owens' Mother Lode)[2]
- The Two Quartets, Discovery Records, 1978
- Plays The Music Of Harry Warren , volume 1, Discovery Records, 1980 (Charles Owens New York Art Ensemble)[3]

Avec Buddy Rich Big Band
- The New One!, Pacific Jazz, 1967
- Mercy, Mercy, Pacific Jazz, 1968

Avec Mongo Santamaria
- Workin' on a Groovy Thing, Columbia, 1969

Autres
- Swahili Strut, Cadet, 1971, avec Bobby Bryant
- A Star Is Born, Columbia, 1976, avec Barbra Streisand et Kris Kristofferson
- Here, My Dear, Motown, 1978, avec Marvin Gaye
- Dingo, Warner Bros., 1991, avec Miles Davis et Michel Legrand